# Anne Kulbatzki
Anne Kulbatzki (* 25. Mai 1988 in Ost-Berlin) ist eine deutsche Schauspielerin.

## Leben
Anne Kulbatzki wurde in Ost-Berlin geboren und wuchs im Prenzlauer Berg und in Michendorf auf. Sie war Mitglied von P14 und absolvierte ihr Schauspielstudium von 2010 bis 2014 am Max Reinhardt Seminar Wien. Auf dem Schauspielschultreffen in München 2014 erhielt sie den Solopreis. Seit 2014 hat sie als Schauspielerin vor der Kamera in mehreren Film-und-Fernsehproduktionen mitgewirkt.
Im Oktober 2016 geriet Kulbatzki in die Schlagzeilen, als sie nach ihrer Aufführung am Deutschen Theater Berlin von einem Stalker mit einem Messer angegriffen wurde. Kulbatzki erlitt dabei mehrere Schnittwunden.
Von 2017 bis 2019 war Kulbatzki als festes Ensemblemitglied am Residenztheater München engagiert. Gastengagements führten sie außerdem ans Theater Bonn, Schauspielhaus Wien, Schauspielhaus Bochum und Berliner Ensemble.
Anne Kulbatzki lebt in Berlin. Neben ihrer Muttersprache Deutsch spricht sie auch Englisch, Französisch und Norwegisch.

## Filmografie
- 2014: Die Tote aus der Schlucht
- 2016: Nur nicht aufregen!
- 2017: You Are Wanted (Fernsehserie, 2 Folgen)
- 2017: Kimchi (Kurzfilm)
- 2018: Krieg der Träume (Fernsehserie, 2 Folgen)
- 2020: Toen wij de tijd hadden (Fernsehserie, 2 Folgen)
- 2022: Warum begeht Helen Koch schweren Kraftwagendiebstahl?
- 2022: Vienna Blood (Fernsehreihe, 2 Folgen)
- 2023: Die Brautentführung (Kurzfilm)
- 2024: Taku Tsubo (Kurzfilm)